# Dudnienie (akustyka)
Dudnienie – zjawisko regularnego falowania dźwięku, polegające na zmianie jego intensywności (natężenia), wyczuwalne przez zmysł słuchu człowieka, które zachodzi podczas współbrzmienia dwóch dźwięków o podobnej częstotliwości. Częstotliwość tego falowania jest równa różnicy częstotliwości obu współbrzmiących dźwięków. Podobnym zjawiskiem w odbiorze jest vibrato, w którym zamiast zmiany głośności następuje zmiana wysokości dźwięku.
Dolna granica zauważalności dudnienia (dla dźwięków bardzo bliskich) jest uzależniona od stopnia uwagi obserwatora i może sięgać daleko poniżej 1 Hz, górna natomiast (dla dźwięków oddalonych) jest określana różnie: np. na 132 Hz (Helmholtz) lub nawet na 400 Hz (Stumpf).
Barwa dźwięku w dudnieniu do 30 Hz nie zmienia się, powyżej tej granicy dźwięk staje się najpierw chrypliwy, potem szorstki, aż w końcu dudnienie zanika.
Niektóre interwały mogą w praktyce muzycznej również wykazywać słyszalne dudnienie. Są to przede wszystkim:
- kwinta w oktawie dwukreślnej
- wielka tercja w oktawie trzykreślnej
- wielka sekunda w oktawie czterokreślnej
- mała sekunda w oktawie pięciokreślnej.

Interwały takie mają jednak różną częstotliwość dudnienia w zależności od oktawy, np. półton h1-c2 dudni 29 Hz, h2-c3 – 59 Hz, a h3-c4 – 118 Hz.
Wrażliwość słuchu ludzkiego na dudnienie jest uzależniona od częstotliwości dźwięków. Prędzej zwraca się uwagę na dudnienie w wysokich dźwiękach, ponadto dudnienie w wyższych dźwiękach odbierane jest jako bardziej przykre z powodu chropowatości brzmienia, podczas gdy dudnienie w niskich rejestrach jest bardziej miękkie, przez co instrumenty muzyczne są bardziej czułe na rozstrojenie właśnie w wyższych zakresach.
Dla dwóch dźwięków o różnicy większej niż 1/6 całego tonu słychać podczas dudnienia oba dźwięki, gdy różnica jest mniejsza, zachodzi zjawisko zlewania się obu dźwięków w jeden pozorny dźwięk pośredni o częstotliwości wydającej się leżeć pośrodku. Jednak gdy wtedy jeden z dźwięków jest głośniejszy, to może pojawić się również okresowa zmiana wysokości, czyli efekt vibrato, w którym podczas dudnienia przy największym natężeniu dźwięku pośredniego jego wysokość leży pośrodku, a w miarę spadku natężenia wysokość przesuwa się w stronę dźwięku silniejszego.
W praktyce muzycznej dudnienie wykorzystuje się do wewnętrznego zestrajania niektórych instrumentów, przede wszystkim wielostrunowych oraz piszczałek organów. Zestraja się je tak długo, aż dudnienie zniknie.
Dudnienie może mieć także zastosowanie artystyczne, np. w organach już od XVI wieku znany jest rejestr o nazwie vox humana, na który składają się dwie piszczałki lekko rozstrojone, aby uzyskane w ten sposób falowanie dźwięku przypominało naturalną niedoskonałość ludzkiego śpiewu.